# Opinionstak
Opinionstak är det läge där alla som säger sig sympatisera med ett parti i första eller andra hand också ger det sin röst.